# Ilioupoli
Ilioupoli (grekiska: Ηλιούπολη, "Solstaden, av "ilios" för sol och "polis" för stad) är en förort i kommunen Dimos Ilioupoli i sydsydöstra delen av Atens storstadsområde. Orten hade enligt folkräkningen 2011 78 153 invånare.
En av Helioupolis vänorter är Novi Sad i Serbien.